# ブラヴォーグ (カーデュー)
『ブラヴォーグ』(Boolavogue)は、コーネリアス・カーデュー作曲による2台のピアノのための未完の作品。1981年作曲。4楽章構成の『ブラヴォーグソナタ』として計画されたが、1981年12月13日にカーデューが自宅近くでひき逃げ事件に遭い亡くなったため、完成されることはなかった。第4楽章は未完に終わったが、第3楽章までは完成されている。

## タイトルの由来
タイトルの「ブラヴォーグ」とは、1798年のアイルランド革命運動の挫折から100周年を記念して作られた歌のことで、1898年にパトリック・ジョゼフ・マッコール(Patrick Joseph McCall)によって作曲された。第1主題のテーマにこれが用いられている。その他、第3楽章で19世紀末の炭鉱のスト破りを歌った闘争歌をテーマに用いている。

## 構成
完成されているのは第3楽章までである。1970年代以降のカーデューの作曲スタイルを踏襲して、調性作品で曲の構造も単純である。政治的主張が目的であることは明白だが、1970年代の作品とは異なり露骨な共産主義礼賛や毛沢東思想は見られない。

### 第1楽章
比較的ゆっくりとした楽章。「ブラヴォーグ」をテーマとした変奏曲である。一方のピアノが「ブラヴォーグ」の旋律を演奏し、もう一方のピアノはアルペジオで伴奏する。その後しばらくはテーマはあまり変形されることなく、主に伴奏が変化しながら何度も繰り返される。短調へ一瞬転調したあたりから複調化が始まり、細分化されたモティーフが重層的に重ねあわせられる。再び、明確な調性感を取り戻し曲想も穏やかになった後、軽くスケールが演奏されて静かに終わる。

### 第2楽章
短い早めのテンポの気楽な楽章。絶えず現れる分散和音の中、数個のモティーフが転調を伴いつつ終始繰り返される。

### 第3楽章
序奏-ABA'-コーダ(序奏とコーダ付きの三部形式)。遅めのテンポで始まる序奏では主部Aに現れる旋律の予告が行われる。急速な下降グリッサンドが現れて主部に入る。主部Aは2つの旋律が用いられている。次第に集中力を増した後、突然音楽が停止して中間部のBに入る。中間部は3連符を主体とした1種のトリオである。再び下降グリッサンドが現れて、Aの部分の簡潔な再現部になる。第1の旋律が再現され、後半は第2の旋律の要素と合わせて展開される。いったん終結した後、速度を落としてレチタティーヴォ風の旋律でコーダは始まる。この旋律を数回繰り返し、Aの第2の旋律をごく短く再現した後、コーダの最初の旋律をもう一度演奏し急速に加速して曲を閉じる。

## 演奏時間
約15分

## 初演
作曲者の生前に、第3楽章までが初演されている。1981年3月にスーザン・ブラッドショウ(Susan Bradshaw)とジョン・ティルブリー(John Tilbury)によって初演された。 

## 楽譜
コーネリアス・カーデュー財団(Cornelius Cardew Foundation)より出版されている。楽譜の販売自体は、EMC(Experimental Music Catalogue)が行っている。

## 録音
- 『三宅榛名---高橋悠治Ⅱ 1980年代作品集』(コジマ録音 ALCD-7009) - 高橋悠治と三宅榛名による演奏で1988年の録音。
- Cornelius Cardew Piano Music(B&L Records、後にMUSIC NOWよりMNCD01として再発売) - アンドリュー・ボール(Andrew Ball)、ジョン・ティルブリーによるライブ録音が収録されている。